# Parkway (Missouri)
Parkway – wieś w Stanach Zjednoczonych, w stanie Missouri, w hrabstwie Franklin.